# خروس‌ماهی‌تباران
خروس‌ماهی‌تباران (نام علمی: Pteroinae) نام یک زیرخانواده از تیره عقرب‌ماهیان است.

## سرده‌ها
- کوتاه‌باله‌ها
- خروس‌ماهی‌های کوتوله
- ابوسوسی‌ها
- Parapterois
- خروس‌ماهی